# Elsa Andersson (Pilotin)

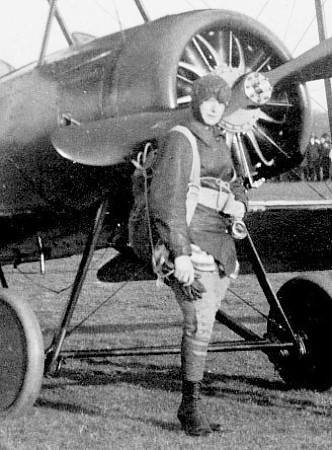
Elsa Andersson

Elsa Teresia Andersson (* 27. April 1897 in Strövelstorp; † 22. Januar 1922 in Askersund) war die erste schwedische Pilotin. Sie erhielt im  Volksmund den Namen Die verwegene Schonin (schwed.: Den käcka skånskan).

## Biografie
Elsa Andersson wurde 1897 im schonischen Strövelstorp, unweit von Ängelholm, als Tochter des Bauern Edvard Andersson und seiner Ehefrau Alma Svensson geboren. Anderssons Mutter starb bei der Geburt ihrer jüngeren Schwester, während ihr Bruder in die USA auswanderte. Schon von Kindheit an fasziniert von der Fliegerei, besuchte Andersson die nahe gelegene Schule des schwedischen Flugpioniers und Flugzeugkonstrukteurs Enoch Thulin. Obwohl sie als zweite Frau bei Thulin in die Lehre ging, schloss sie die Ausbildung im Gegensatz zu ihrer Kollegin Ruth Bergman ab, und erhielt mit dem Flugschein Nr. 203 am 30. Mai 1920 ihre Fluglizenz. Sie war damit die erste schwedische Pilotin und zugleich die letzte Schülerin, die Thulins Flugschule besuchte.
Nach der erfolgreich abgeschlossenen Ausbildung als Fliegerin suchte Elsa Andersson neue Herausforderungen. Die als unabhängige, mutige und unkonventionell beschriebene junge Frau wollte sich als Fallschirmspringerin ausbilden lassen, doch der einzige schwedische Experte auf diesem Gebiet, Raoul Thörnblad, lehnte es ab Frauen in dieser Kunst zu unterrichten. Daraufhin reiste Andersson nach Deutschland, wo sie die Fallschirmspringerschule des Luftschiffbau-Ingenieurs Otto Heinecke besuchte und theoretischen Unterricht erhielt. Ihr erster Fallschirmsprung in Schweden fand am 2. Oktober 1921 in Kristianstad statt, womit sie auch zur ersten schwedischen Fallschirmspringerin avancierte. Eine Woche später erfolgte ein weiterer Absprung in Helsingborg.
Am 22. Januar 1922 absolvierte Elsa Andersson ihren dritten Fallschirmabsprung über dem zugefrorenen Alsen-See bei Askersund. Vor mehr als viertausend Zuschauern sprang sie aus einer Höhe von ca. 600 bis 700 Metern aus dem Flugzeug, jedoch verhedderten sich die Leinen des Fallschirms. Zwar gelang es Andersson ihren Fallschirm kurz über den Baumwipfeln zu öffnen, aber sie schlug nahezu ungebremst im bergigen Gelände neben dem See auf und war sofort tot. Andersson wurde wenige Tage später unter großer Anteilnahme auf dem Kirchenfriedhof ihres Geburtsortes beigesetzt. Vier Jahre nach ihrem tödlichen Fallschirmsprung errichtete der königliche schwedische Aero Club an ihrem Sterbeort einen Gedenkstein, in Form eines drei Meter hohen Obelisken.
1996 verarbeitete der schwedische Romanautor Jacques Werup Elsa Anderssons Leben in seinem Roman Den ofullbordade himlen (deutsch: Der unvollendete Himmel). 2001 entstand auf Basis des Romans der Film So weiß wie Schnee (Originaltitel: Så vit som en snö) in dem die Schauspielerin Amanda Ooms in die Rolle der schwedischen Luftfahrtpionierin schlüpfte. Die Produktion von Jan Troell wurde ein Jahr später von den schwedischen Filmkritikern mit dem Guldbagge als bester schwedischer Film des Jahres ausgezeichnet.